# توني غالاغير
توني غالاغير (بالإنجليزية: Tony Gallagher)‏ (16 مارس 1963 في المملكة المتحدة - ) هو لاعب كرة قدم بريطاني في مركز الدفاع. لعب مع نادي سترنرير ‏ وBaillieston Juniors F.C. ‏ وEast Kilbride Thistle F.C. ‏ ونادي ألبيون روفرز.